# 马埃尔斯·罗德里格斯
马埃尔斯·罗德里格斯（西班牙語：Maels Rodríguez，1979年10月15日—），古巴棒球运动员。他曾代表古巴国家队参加2000年夏季奥林匹克运动会棒球比赛，结果队伍获得一枚银牌。